# Sparta, Wisconsin
Sparta är administrativ huvudort i Monroe County i Wisconsin i USA. Vid 2010 års folkräkning hade Sparta 9 522 invånare.